# Joni Huntley
Johanna Luann »Joni« Huntley-Rueter, ameriška atletinja, * 4. avgust 1956, McMinnville, Oregon, ZDA.
Nastopila je na poletnih olimpijskih igrah v letih 1976 in 1984, ko je osvojila bronasto medaljo v skoku v višino, leta 1976 je bila peta. Na panameriških igrah je osvojila zlato in bronasto medaljo.